# 25I-NBOMe
25I-NBOMe (chiamato anche 2C-I-NBOMe, Cimbi-5 o 25I e colloquialmente come N-Bomb, Solaris, Smiles o Wizard) è una fenitilammina psichedelica oggi utilizzata nella ricerca biochimica per mappare l'uso del cervello del recettore della serotonina di tipo 2A; a volte è anche usata per scopi ricreativi, sebbene presenti rischi considerevolmente più elevati rispetto agli psichedelici classici; nel mercato nero è infatti spesso spacciata per LSD, mescalina o altri psichedelici piuttosto che venduta col suo nome. È un derivato della fenetilammina 2C-I ed è il membro più noto della famiglia dei 25-NB. È stato scoperto nel 2003 dal chimico Ralf Heim della Università di Berlino, che ha pubblicato i suoi risultati nella sua tesi di dottorato. Il composto è stato successivamente esaminato da un team di Università Purdue guidata da David Nichols. È una sostanza molto pericolosa per via delle frequentissime neuropatie di ritorno e la vasocostrizione che generalmente arreca.